# 大森尚則
大森 尚則（おおもり しょうそく、1895年11月3日 - 1973年2月17日）は、日本の経営者。川崎製鉄会長を務めた。二女の夫は三菱レイヨン社長を務めた永井弥太郎。

## 経歴
岡山県岡山市出身。1920年に京都帝国大学法学部法律学科を卒業し、同年に第一銀行に入行。1947年に取締役を経て、翌年には常務に就任した。
1953年に川崎製鉄会長に就任。当時川崎製鉄は千葉製鉄所の建設中だったが、当時の日本銀行総裁・一万田尚登がこの方針に懐疑的で、メインバンクの第一銀行に対し人員の派遣を含むバックアップ体制の確立を求めていたため、第一銀行が大森を会長に送り込んだ背景がある（この際大森は岡田貢助を伴うことを求めたため、岡田も同社財務部長として出向した）。1965年に会長を退き相談役となった。
1973年2月17日、心筋梗塞のために死去。77歳没。